# Паркерс-Кроссроудс (Теннессі)
Паркерс-Кроссроудс (англ. Parkers Crossroads) — місто (англ. city) в США, в окрузі Гендерсон штату Теннессі. Населення — 284 особи (2020).

## Географія
Паркерс-Кроссроудс розташований за координатами 35°47′22″ пн. ш. 88°23′25″ зх. д. / 35.78944° пн. ш. 88.39028° зх. д. (35.789460, -88.390283).  За даними Бюро перепису населення США в 2010 році місто мало площу 9,65 км², уся площа — суходіл.

## Демографія
Згідно з переписом 2010 року, у місті мешкало 330 осіб у 131 домогосподарстві у складі 95 родин. Густота населення становила 34 особи/км².  Було 150 помешкань (16/км²).
Расовий склад населення:
| - 81,5 % — білих - 13,9 % — чорних або афроамериканців - 0,3 % — азіатів |

До двох чи більше рас належало 3,3 %. Частка іспаномовних становила 2,1 % від усіх жителів.
За віковим діапазоном населення розподілялося таким чином: 25,8 % — особи молодші 18 років, 59,4 % — особи у віці 18—64 років, 14,8 % — особи у віці 65 років та старші. Медіана віку мешканця становила 38,1 року. На 100 осіб жіночої статі у місті припадало 93,0 чоловіків;  на 100 жінок у віці від 18 років та старших — 89,9 чоловіків також старших 18 років.
Середній дохід на одне домашнє господарство  становив 51 986 доларів США (медіана — 32 500), а середній дохід на одну сім'ю — 61 152 долари (медіана — 55 750). Медіана доходів становила 42 188 доларів для чоловіків та 39 063 долари для жінок. За межею бідності перебувало 11,9 % осіб, у тому числі 8,1 % дітей у віці до 18 років та 6,9 % осіб у віці 65 років та старших.
Цивільне працевлаштоване населення становило 125 осіб. Основні галузі зайнятості: освіта, охорона здоров'я та соціальна допомога — 20,8 %, виробництво — 13,6 %, науковці, спеціалісти, менеджери — 11,2 %, транспорт — 9,6 %.